# Мехув
Мехув или Мехов (пол. Miechów, в составе Российской империи Миехов (Міѣховъ)) — город в Польше, входит в Малопольское воеводство, Мехувский повят. Административный центр городско-сельской гмины Мехув. Занимает площадь 15,49 км². Население — 12 081 человек (на 2005 год).

## История

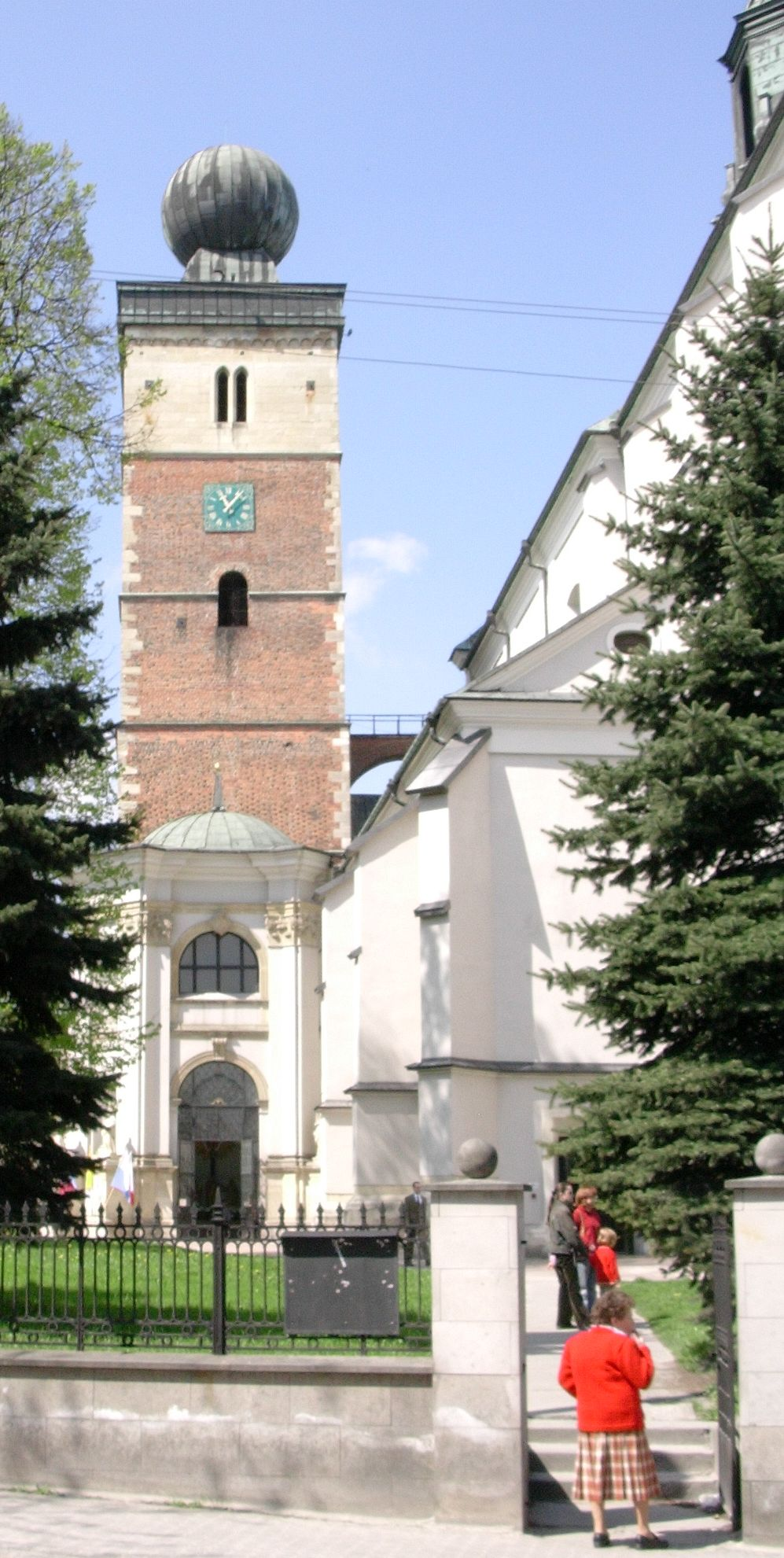
Базилика

В России город именовался Мехов (Мiѣховъ) и входил в Келецкую губернию, был административным центром Меховского уезда. В современной Польше до недавнего времени (1999) входил в Келецкое воеводство. 
5 февраля 1863 года, во время польского восстания, под Меховом состоялся бой между русской армией и отрядом польских повстанцев, победа осталась за русскими войсками.

## География
Высота над уровнем моря — 308 м.

## Геральдика
В червлёном поле серебряный грифон влево с золотыми передними лапами, когтями на передних лапах, клювом и языком; в левом верхнем углу чёрный щит с червлёным лотарингским крестом.

## Достопримечательности
- Церковь Гроба Господня

## Известные уроженцы
- Меховский, Матвей
- Путилов Константин Анатольевич

|  |